# Happī Obu Ji Endo
Happī Obu Ji Endo (ハッピー・オブ・ジ・エンド lit. «Final feliz»?), también conocida como Happy of the End es una serie de manga japonesa escrita e ilustrada por Ogeretsu Tanaka. Fue serializada en la revista digital de manga BL Qpa desde el 24 de enero de 2020 hasta el 24 de octubre de 2023. Una adaptación televisiva fue emitida en Fuji TV del 3 al 24 de septiembre de 2024.

## Trama
Tras ser rechazado por su familia por ser gay y abandonado por su exnovio, Chihiro Kashiwagi conoce en un bar a Keito, quien le propone tener una aventura de una noche. Sin embargo, en el hotel, Keito golpea a Chihiro hasta dejarlo inconsciente. A la mañana siguiente, Keito revela que fue enviado por Matsuki, su antiguo cliente, lo envió para recuperar sus tarjetas después de que Chihiro las robara al ser desalojado por acostarse con otros hombres. Sin un lugar donde vivir, Chihiro acaba alojándose con Keito.

## Personajes
Chihiro Kashiwagi (柏木 千紘 Kashiwagi Chihiro?)
 Seiyū: Takuya Eguchi (audiolibro), interpretado por Yurai Beppu (drama televisivo)
Chihiro es un hombre gay que fue repudiado por su familia. Tanaka lo describió como alguien que parece «frío», pero también «solitario» e «ingenuo».
Keito (ケイト?) / Haoran (浩然 Haoren?)
 Seiyū: Shinnosuke Tachibana (audiolibro), interpretado por Rei Sawamura (drama televisivo)
Keito, cuyo verdadero nombre es Haoran, es un trabajador sexual. Él es el seme en la relación.
Ryohei Kaji (加治亮平 Kaji Ryōhei?)
 Seiyū: Kenichirou Matsuda (audiolibro), interpretado por Yuki Kubota (drama televisivo)
Kaji es una figura fraternal tanto para Chihiro como para Haoran.

## Contenido de la obra

### Manga
Happī Obu Ji Endo fue escrito e ilustrado por Ogeretsu Tanaka. Fue serializado en la revista digital mensual de yaoi Qpa, desde el volumen 98, publicado el 24 de enero de 2020, hasta el volumen 141, publicado el 24 de agosto de 2023. Los capítulos fueron posteriormente recopilados en tres volúmenes tankōbon por la editorial Takeshobo bajo el sello Bamboo Comics Qpa Collection. La editorial Kuma publicó la serie en inglés para su distribución en América y Europa.
Happy of the End fue el primer manga de Tanaka publicado con Takeshobo. En 2021, Tanaka declaró en una entrevista con Chil Chil que ideó la historia mientras caminaba una mañana por Shinjuku y deseaba escribir una obra ambientada en ese escenario. Tanaka solía recorrer distintas zonas de Shinjuku para recopilar material de referencia para sus ilustraciones, y para las portadas de los volúmenes, caminaba por los callejones traseros durante la noche.
| N.º | Título | Fecha de lanzamiento  | ISBN original  |
| --- | --- | --------------------- | -------------- |
| 1   | «Happy of the End, Vol 1» «Happī Obu ji endo (banbū komikkusu) - Vol 1» (ハッピー・オブ・ジ・エンド (バンブー・コミックス) - Vol 1?) | 16 de junio de 2021   | 978-4801973404 |
| 2   | «Happy of the End, Vol 2» «Happī Obu ji endo (banbū komikkusu) - Vol 2» (ハッピー・オブ・ジ・エンド (バンブー・コミックス) - Vol 2?) | 15 de abril de 2022   | 978-4801976160 |
| 3   | «Happy of the End, Vol 3» «Happī Obu ji endo (banbū komikkusu) - Vol 3» (ハッピー・オブ・ジ・エンド (バンブー・コミックス) - Vol 3?) | 17 de octubre de 2023 | 978-4801981843 |

### Audiolibro
Una adaptación en formato de audiolibro fue producida por Crown Works. El primer CD, que adapta el volumen 1, se publicó el 29 de octubre de 2021. El segundo CD, que adapta el volumen 2, se publicó el 15 de julio de 2022. Para el segundo CD, Eguchi, Tachibana y Matsuda grabaron sus líneas juntos, separados del resto del elenco.

### Adaptación televisiva
En agosto de 2024, se anunció que Happī Obu Ji Endo contaría con una adaptación televisiva. La serie fue producida por NBCUniversal Entertainment Japan y se estrenó el 3 de septiembre de 2024, en Fuji TV, con un total de 8 episodios.
La serie está protagonizada por Yurai Beppu como Chihiro y Rei Sawamura, en el papel de Keito/Haoran. El elenco secundario incluye a Yuki Kubota como Kaji, Miako Tadano como la madre de Keito, Yosuke Asari como Maya, y Sō Yamanaka como Matsuki. Otros miembros adicionales del reparto incluyen a Shu Watanabe como el hermano mayor de Chihiro.
La adaptación televisiva fue dirigida por Tomoyuki Furumaya y Takahiro Komura  El guion fue escrito por Furumaya y Miako Tadano. La banda sonora fue compuesta por Kōji Endō y el tema de apertura fue interpretado por The Spellbound en colaboración con Jesse de Rize.

## Recepción
Hasta agosto de 2024, la serie ha vendido un total acumulado de 310 000 copias físicas. Ganó el premio BL Awards 2022 de Chil Chil en la categoría Deep, y se posicionó en el cuarto lugar como Mejor Serie en los BL Awards 2024 de Chil Chil.